# Bir-Hakeim (métro de Paris)
Pour les articles homonymes, voir Bir Hakeim.
Bir-Hakeim est une station de la ligne 6 du métro de Paris, située dans le 15e arrondissement de Paris.

## Situation
Établie en aérien, la station surplombe le terre-plein central du boulevard de Grenelle à son amorce côté rive gauche du pont de Bir-Hakeim, ouvrage inscrit à l'Inventaire supplémentaire des monuments historiques et au-dessus duquel passe la ligne dès la sortie via le viaduc de Passy. Orienté selon un axe nord-ouest/sud-est, le point d'arrêt s'intercale entre les stations Passy et Dupleix.

## Histoire

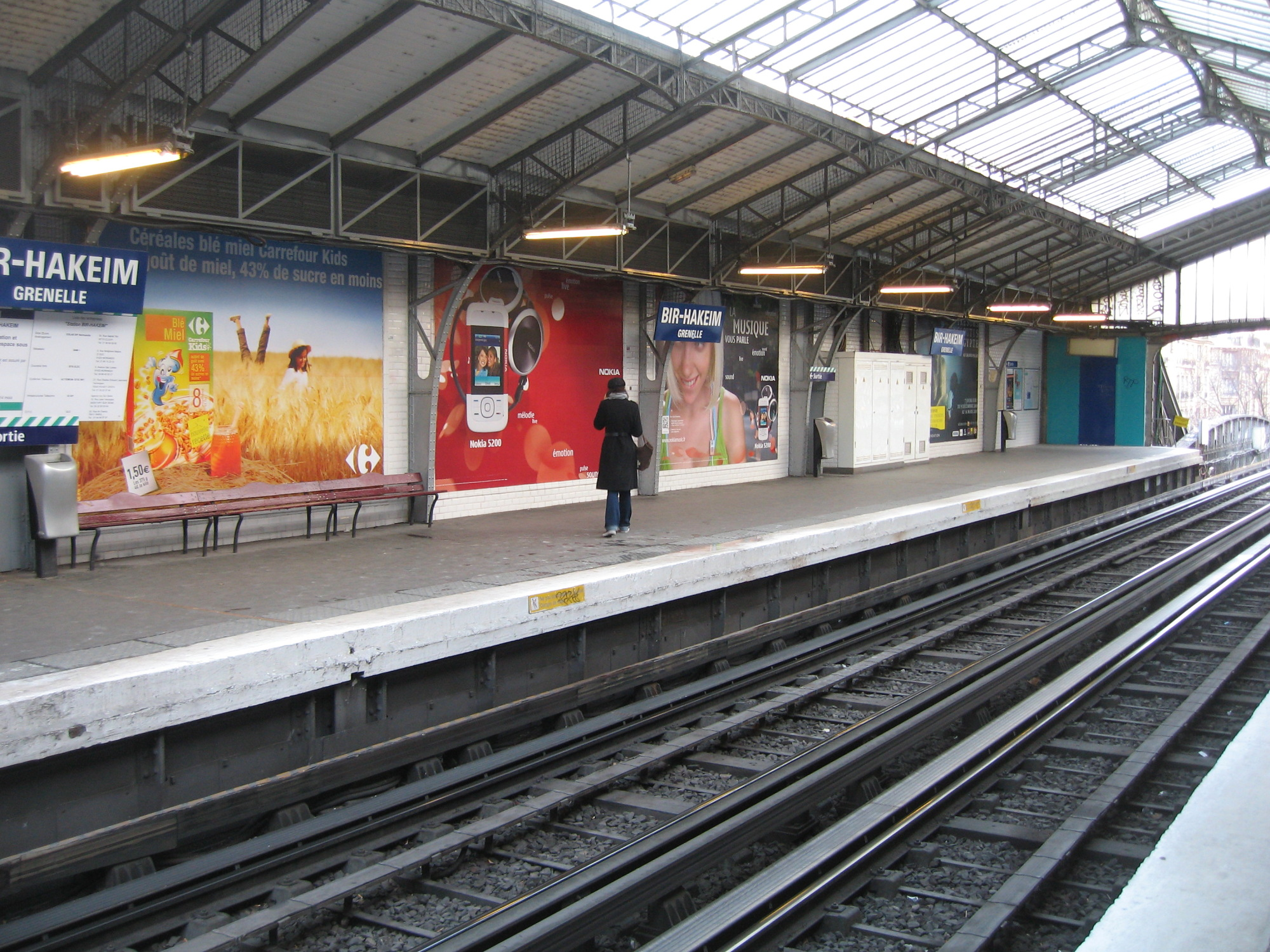
Quai de la station en 2007, avant la rénovation.

La station est ouverte le 24 avril 1906 avec la mise en service du tronçon entre Passy et Place d'Italie de la ligne 2 Sud. Le 17 octobre 1907, la ligne 2 Sud est absorbée par la ligne 5, laquelle relie alors Étoile (aujourd'hui Charles de Gaulle - Étoile) à Lancry (actuelle Jacques Bonsergent). Du 17 mai au 6 décembre 1931, le tronçon entre Place d'Italie et Étoile de la ligne 5 est intégré temporairement à la ligne 6, qui relie alors Étoile à Nation. La section absorbée lui est définitivement cédée le 6 octobre 1942.
Elle doit sa dénomination initiale de Grenelle à son implantation sur le boulevard de Grenelle dont le nom renvoie à l’ancienne commune éponyme, laquelle avait cette voie pour limite nord jusqu'à son annexion à Paris en 1860. Le 18 juin 1949, la station change de nom au profit de Bir-Hakeim, lorsque le pont de Passy est rebaptisé pont de Bir-Hakeim pour commémorer la bataille de Bir Hakeim. Son patronyme inaugural est toutefois relégué au rang de sous-titre,. En 1998, ce dernier évolue à son tour en devenant Tour-Eiffel, la station étant la plus proche (650 mètres) du célèbre édifice. Cependant, le sous-titre précédent subsiste une dizaine d'années supplémentaires sur les plaques nominatives des quais.
De mi-octobre 2007 à février 2008, dans le cadre du programme « Renouveau du métro » de la RATP, la station a fait l'objet d'une rénovation destinée à améliorer l'accessibilité de la partie aérienne et à réaménager l'espace sous le viaduc. Les verrières au-dessus des voies ont ainsi été intégralement remplacées (avec l'ajout d'une œuvre culturelle sur chaque tympan) et l'éclairage modernisé. Les travaux ont nécessité la fermeture de la station durant quatre mois, jusqu'au 11 mars 2008. Depuis lors, la mise en concordance des plaques signalétiques avec les plans a mis fin à l'utilisation concomitante des deux sous-titres que la station a possédés.

### Fréquentation
Nombre de voyageurs entrés à cette  station :
| Année                      | 2013      | 2014      | 2015      | 2016      | 2017      | 2018      | 2019      | 2020      | 2021      |
| -------------------------- | --------- | --------- | --------- | --------- | --------- | --------- | --------- | --------- | --------- |
| Nombre de voyageurs par an | 8 157 090 | 7 094 930 | 8 366 692 | 7 932 555 | 8 172 283 | 8 772 981 | 6 903 648 | 2 644 407 | 3 362 908 |
| Rang                       | 30e       | 38e       | 28e       | 30e       | 28e       | 23e       | 40e       | 70e       | 90e       |
| Nombre de stations         | 302       | 302       | 302       | 302       | 302       | 302       | 302       | 304       | 304       |

## Services aux voyageurs

### Accès
La station dispose de trois accès établis sur le terre-plein central du boulevard de Grenelle :
- l'accès 1 « rue Nélaton » débouchant au droit des nos 6 et 11 du boulevard à proximité de cette rue ;
- l'accès 2 « place des Martyrs-Juifs - Tour Eiffel » se trouvant face à la place des Martyrs-Juifs-du-Vélodrome-d'Hiver, au droit des nos 2 et 3 du boulevard ;
- l'accès 3 « boulevard de Grenelle » se situant face aux nos 2 et 3 du boulevard.

Chacun s'ouvre sur un espace commun sous le viaduc d'où l'accès aux quais s'effectue au moyen d'escaliers fixes, d'escaliers mécaniques montants ou d'ascenseurs.

Accès à la station
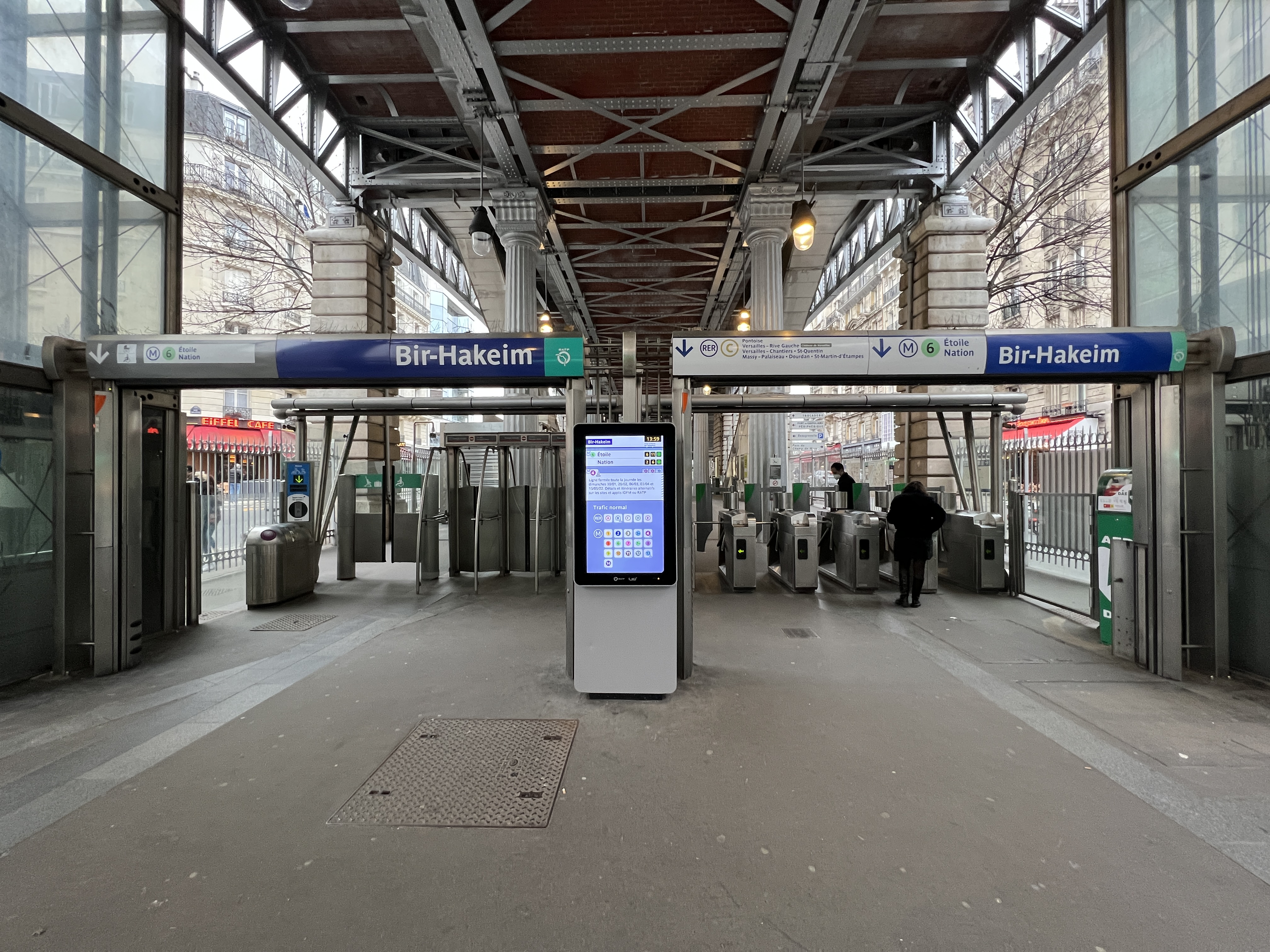
L'accès no 1 « Rue Nélaton ».
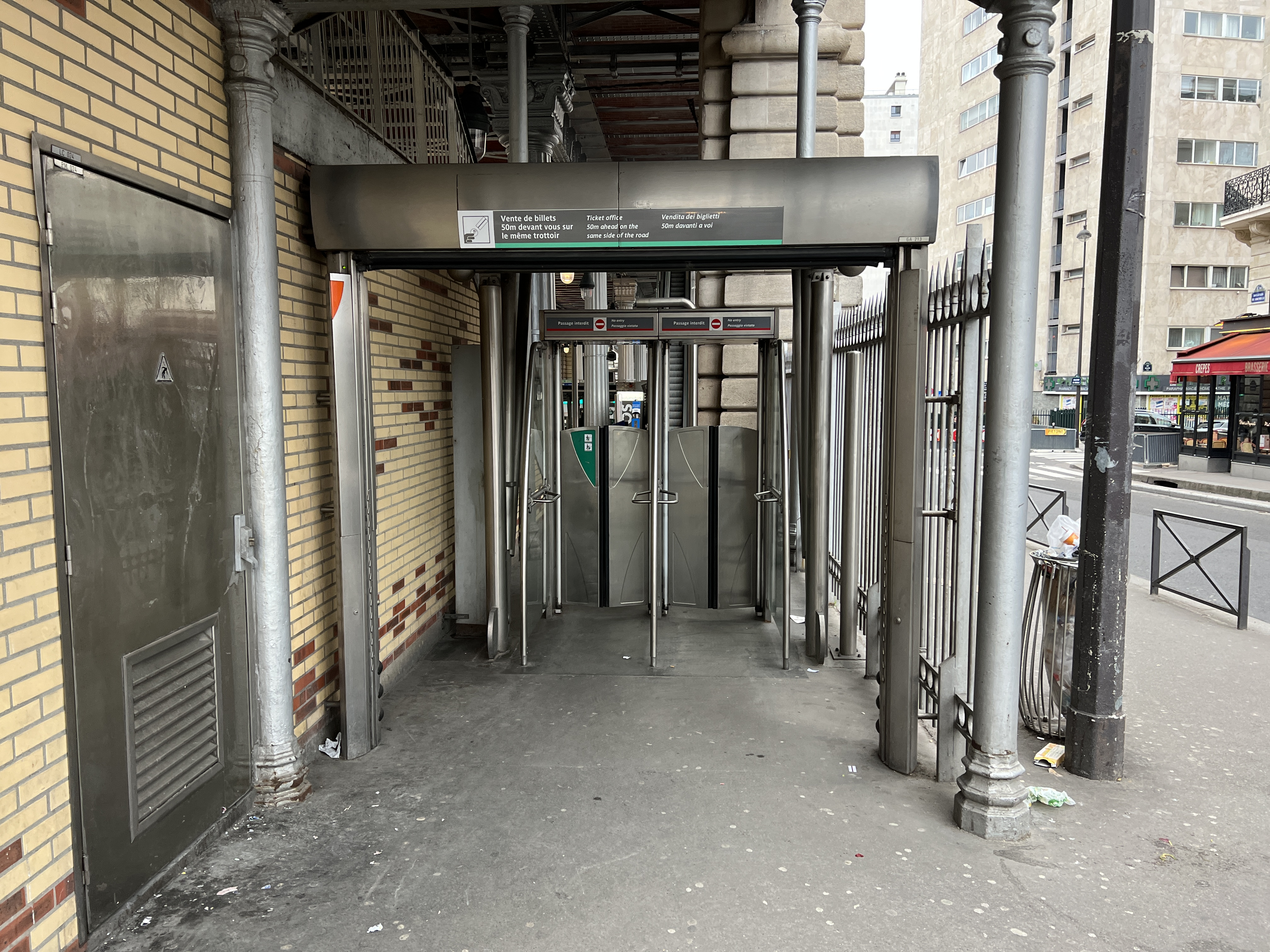
L'accès no 2 « Place des Martyrs-Juifs ».
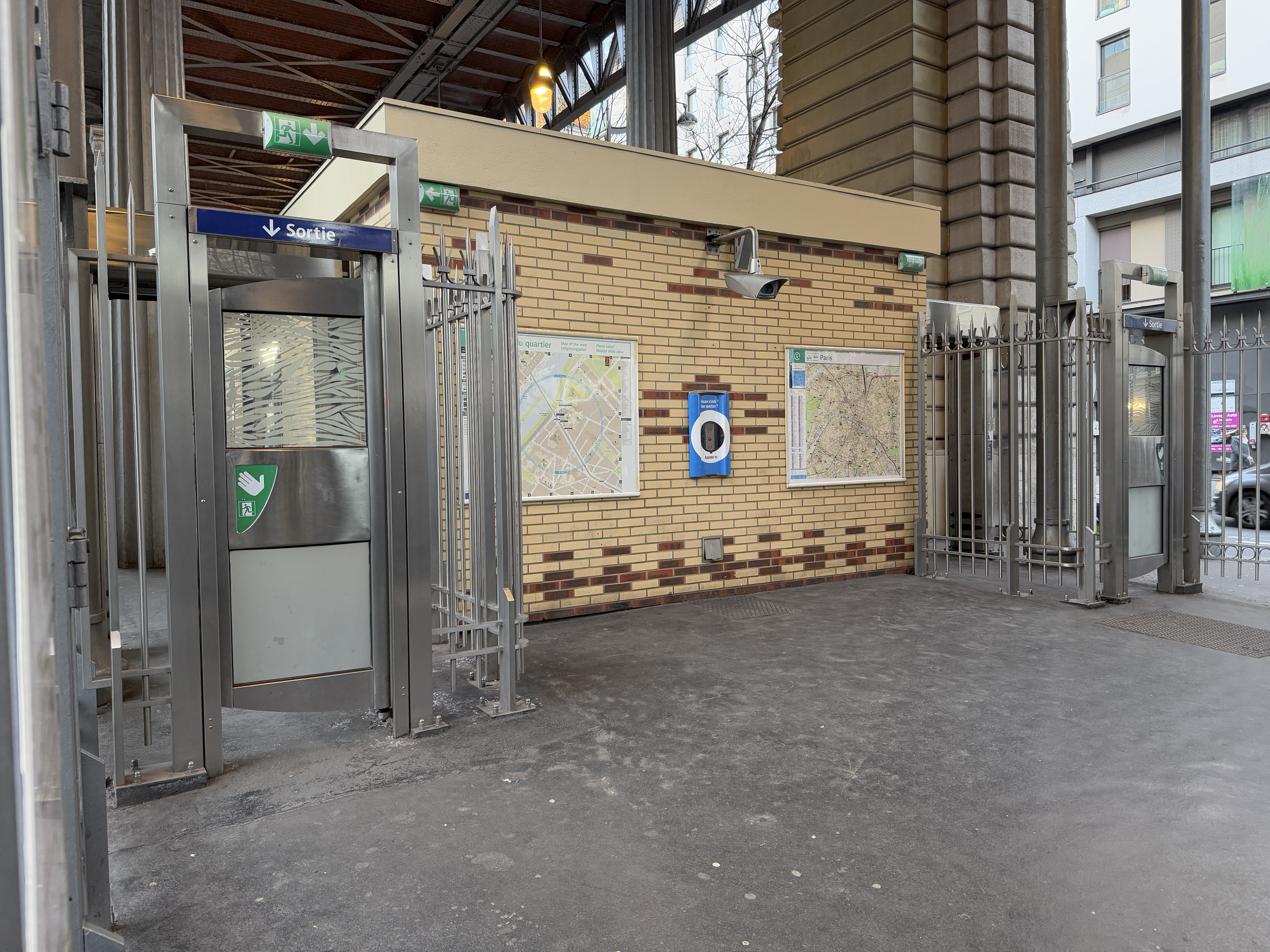
L'accès no 3 « Boulevard de Grenelle ».

### Quais

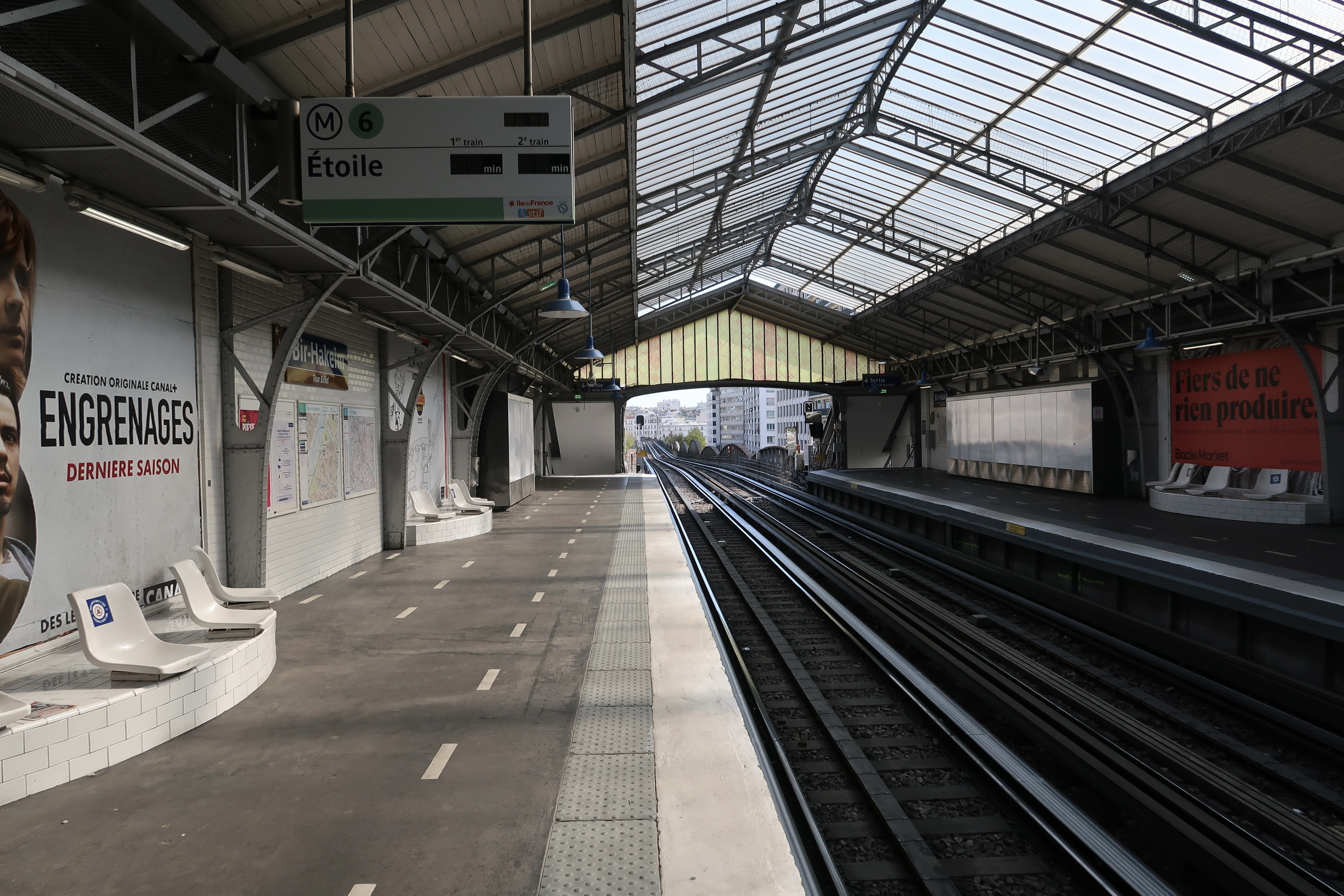
Vue de la station.

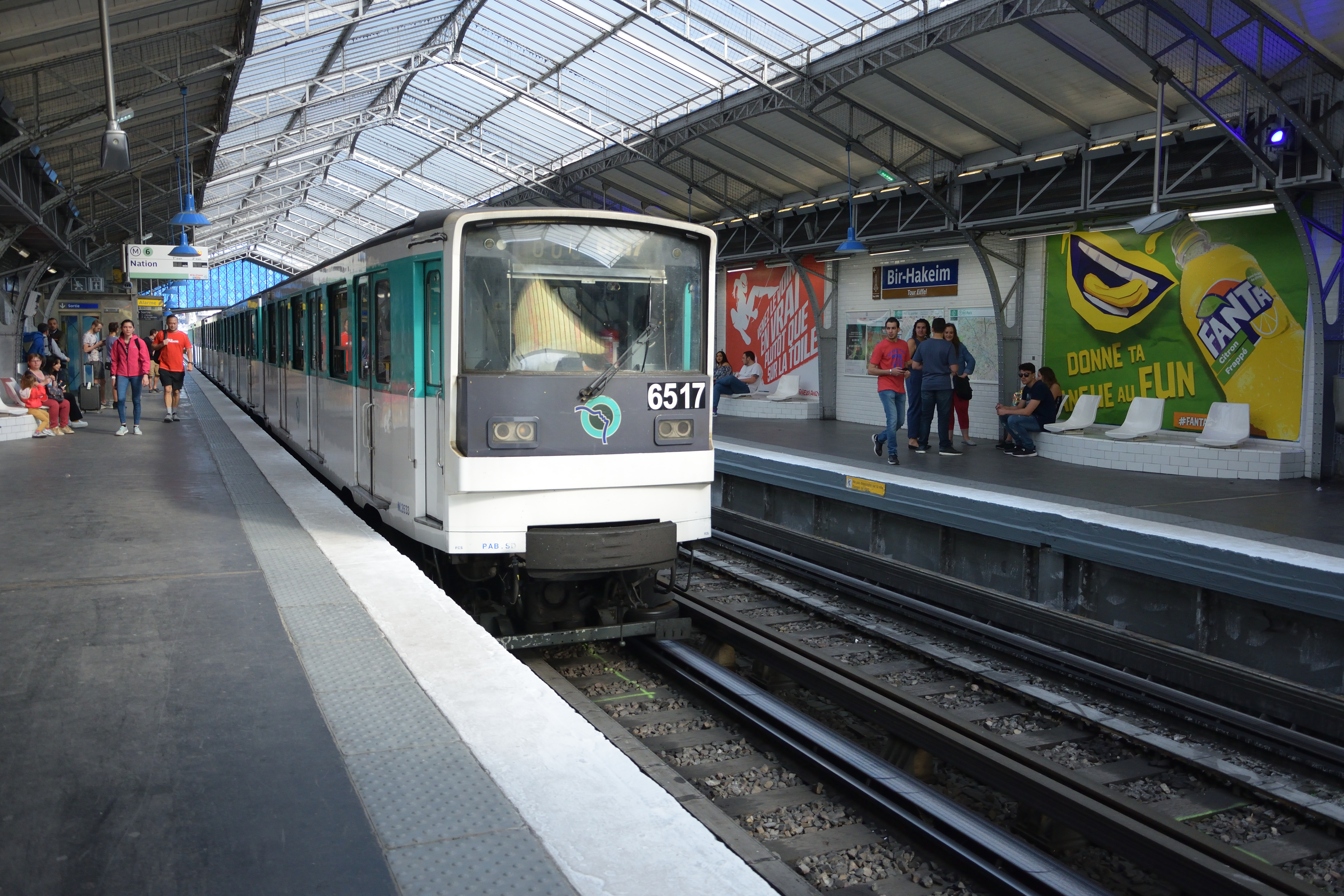
Rame de type MP 73 n°6517 arrivant à la station en direction de Nation.

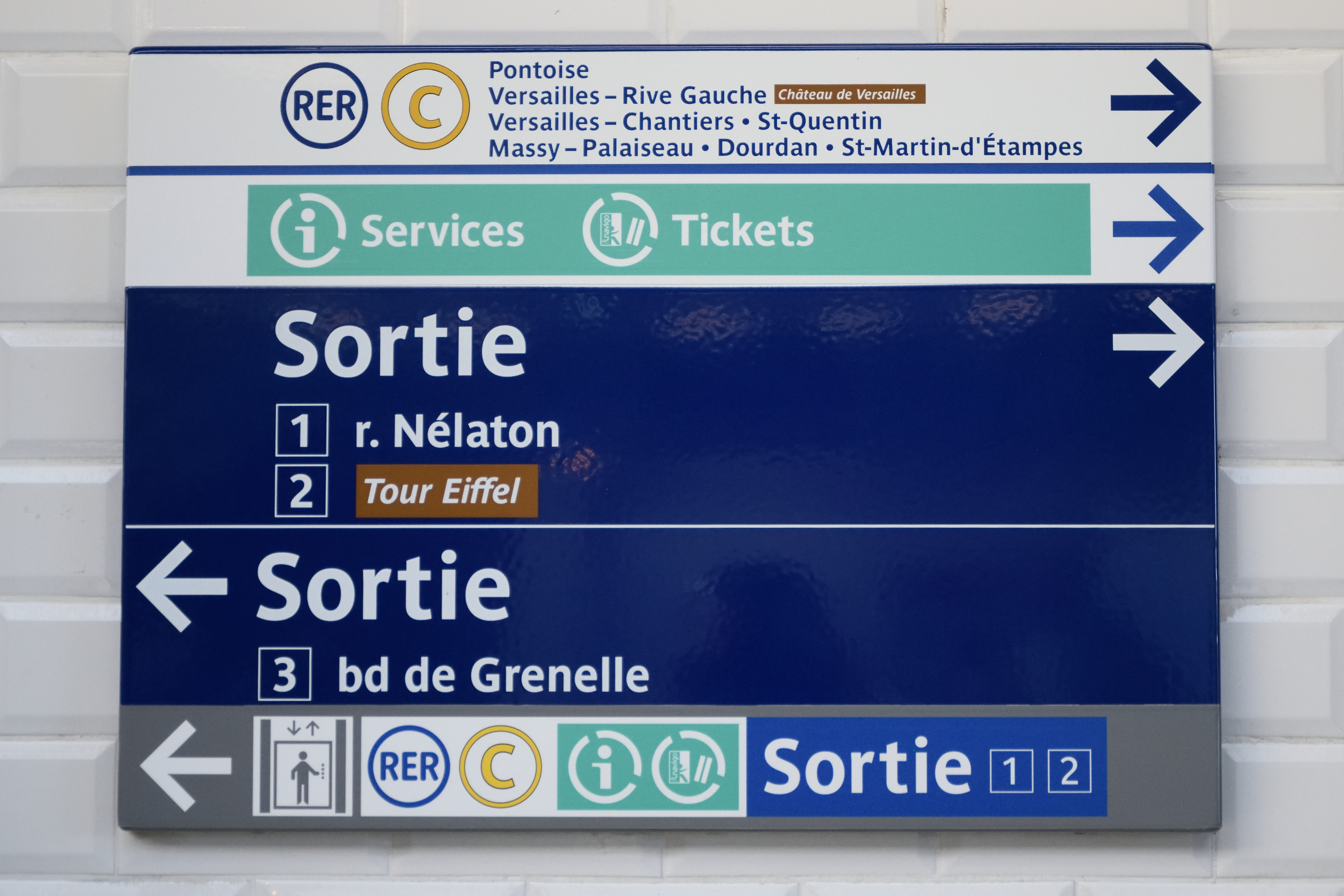
Panneau indicateur des correspondances et sorties dont vers le RER C et vers la tour Eiffel.

Bir-Hakeim est une station aérienne de configuration standard : elle possède deux quais séparés par les voies du métro, le tout couvert d'une verrière dans le style des marquises des gares de l'époque. Les piédroits verticaux sont recouverts de carreaux en céramique blancs biseautés côté intérieur, et de briques dessinant des motifs géométriques côté extérieur. Les cadres publicitaires sont en céramique blanche et le nom de la station est inscrit en police de caractères Parisine sur plaques émaillées. Les sièges sont de style « Motte » blancs disposés sur des banquettes de forme convexe recouvertes de carreaux en céramique blancs plats. L'éclairage est semi-direct, projeté au sol par des plafonniers bleus, sur les piédroits par des tubes en partie dissimulés et sur la charpente par des projecteurs de lumière bleue.
À l'occasion de sa rénovation de 2008, la station a reçu une œuvre de la plasticienne américaine Judy Ledgerwood : Night and Day. Il s'agit d'un double vitrail disposé sur la verrière à chaque extrémité de la station, au-dessus des voies. L'œuvre a été offerte à la RATP en échange d'un édicule Guimard pour la station Van Buren Street du métro de Chicago.

### Intermodalité
La station est en correspondance avec la gare du Champ de Mars - Tour Eiffel de la ligne C du RER via un couloir de liaison souterrain.
En outre, elle est desservie par la ligne 30 du réseau de bus RATP.

## À proximité

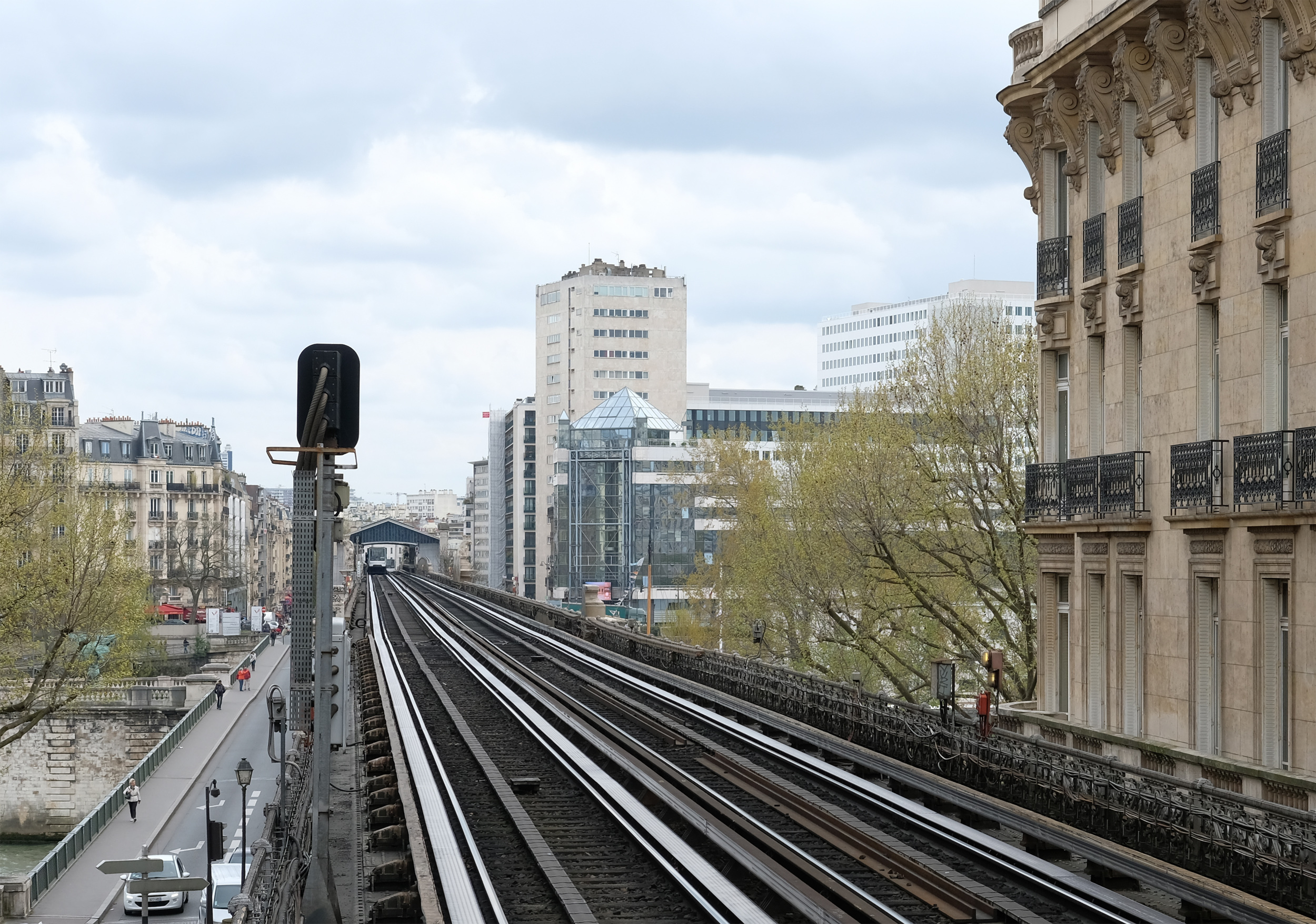
Station Bir-Hakeim vue depuis celle de Passy qui lui fait face, de l'autre côté de la Seine, dans le 16e arrondissement.

- Tour Eiffel : étant la plus proche du monument, la station est particulièrement fréquentée par les touristes de la capitale.
- Vélodrome d'Hiver : appelé familièrement « Vél' d'Hiv' » et célèbre pour ses courses cyclistes, il fut également le lieu de première détention de 13 000 Juifs raflés dans la capitale le 16 juillet 1942 avant leur déportation. Le vélodrome fut détruit en 1960 lors des aménagements du Front de Seine. Un monument commémoratif est érigé au sud de la station, au-dessus de la voie ferrée de la ligne C du RER, sur la place des Martyrs-Juifs-du-Vélodrome-d'Hiver.
- Jardin mémorial des enfants du Vél' d'Hiv' : mémorial créé à l'initiative de Serge Klarsfeld et dédié aux enfants emportés par la rafle du Vélodrome d'Hiver des 16 et 17 juillet 1942 et assassinés dans les camps de la mort. Le jardin est situé au 7, rue Nélaton.
- Pont de Bir-Hakeim : une plaque y est apposée en mémoire de la bataille homonyme : « À Bir-Hakeim du 27 mai au 11 juin 1942 la première brigade des Forces françaises libres repousse les assauts furieux de deux divisions ennemies et affirme au monde que la France n’a jamais cessé le combat ».
- Quai Jacques-Chirac : sur le quai est installé un monument en hommage au général Diego Brosset et aux morts de la 1re division française libre, dont la 1re brigade combattit à Bir-Hakeim en 1942.